# Organizační rozvoj
Organizační rozvoj (anglicky organization development, zkratkou OD) je koncept a metodologie z oblasti teorie managementu, která se týká uskutečňování plánovaných sociálních změn v organizacích. OD se dá široce definovat jako „intervenční strategie, která využívá skupinově dynamické procesy zaměřené na organizační kulturu k uskutečnění plánovaných změn“. Bowman a Asch definují trochu odlišně OD jako „dlouhodobý intervenční program v sociálních procesech organizací využívající principy a postupy vědy o chování s cílem dosáhnout změn v chování a postojích, které vedou ke zvýšení organizační efektivity“.
Organizační rozvoj zkoumá a zabývá se vztahy, chováním a postoji vzhledem k jednotlivci, pracovní skupině, dalším pracovním skupinám a organizaci jako celku. Mabey a Pugh jmenují pět charakteristických rysů OD:
- OD je široce založený, trvalý, střednědobý až dlouhodobý přístup.
- OD je založen na znalostech a metodách věd o chování.
- OD je orientovaný na proces (ne na cíle).
- OD vyžaduje moderování.
- OD je participativní.

Výsledkem je, že organizační rozvoj znamená podporu lidského kapitálu, nejen snížení investic do pracovních míst. OE se používá ve velkých společnostech, státní správě, církvích, sociálních institucích a armádě. Používají se zákonitosti fungování sociálních komunit a při navrhování systémů organizace se zohledňují zájmy zaměstnanců.